# Kraina śniegu (Japonia)

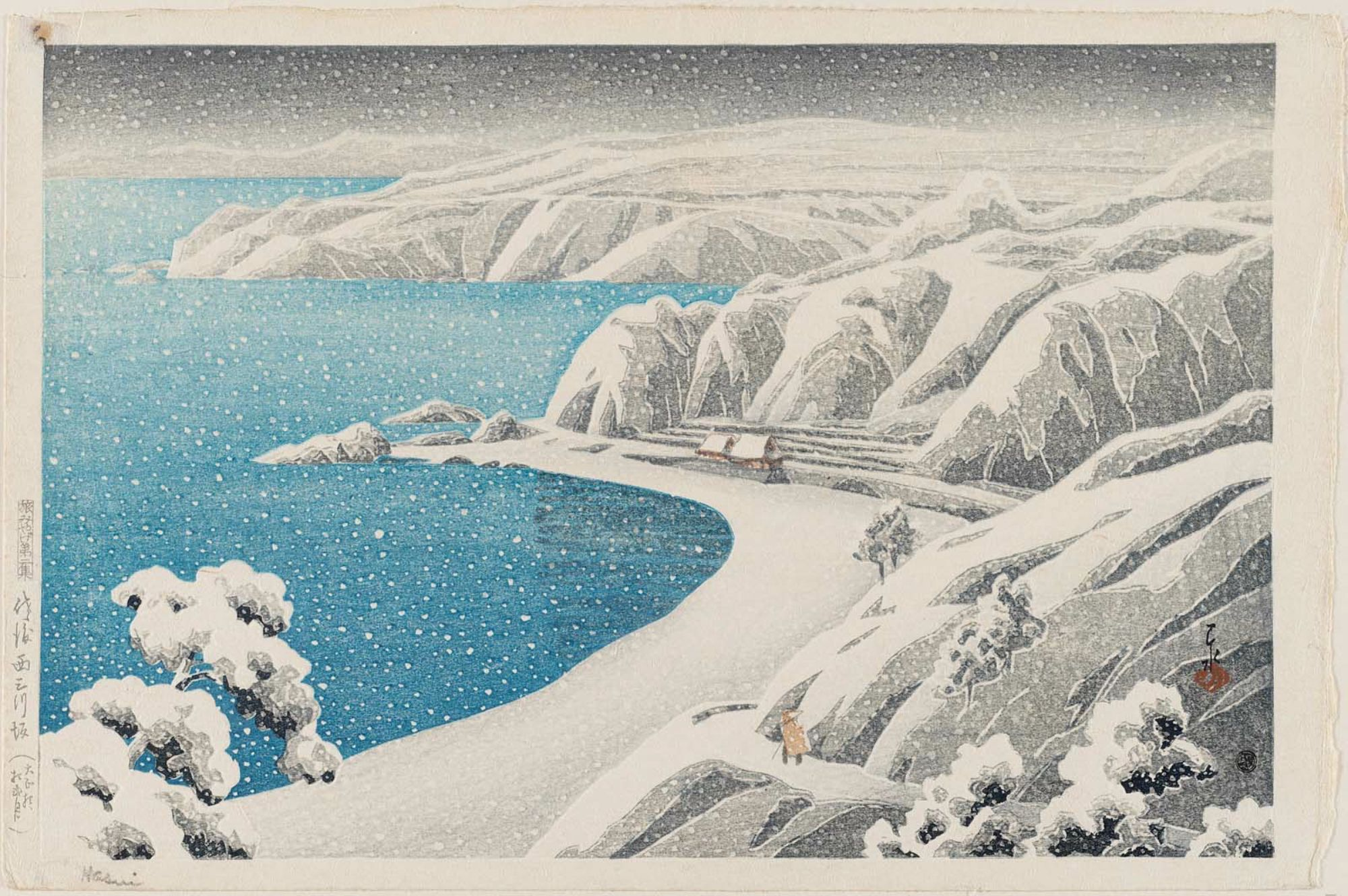
Hasui Kawase (1883–1957), Wyspa Sado

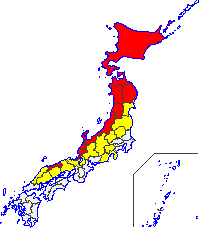
Kolor czerwony oznacza prefektury, których cały obszar jest objęty obfitymi opadami śniegu; kolor żółty oznacza prefektury objęte częściowo dużymi opadami

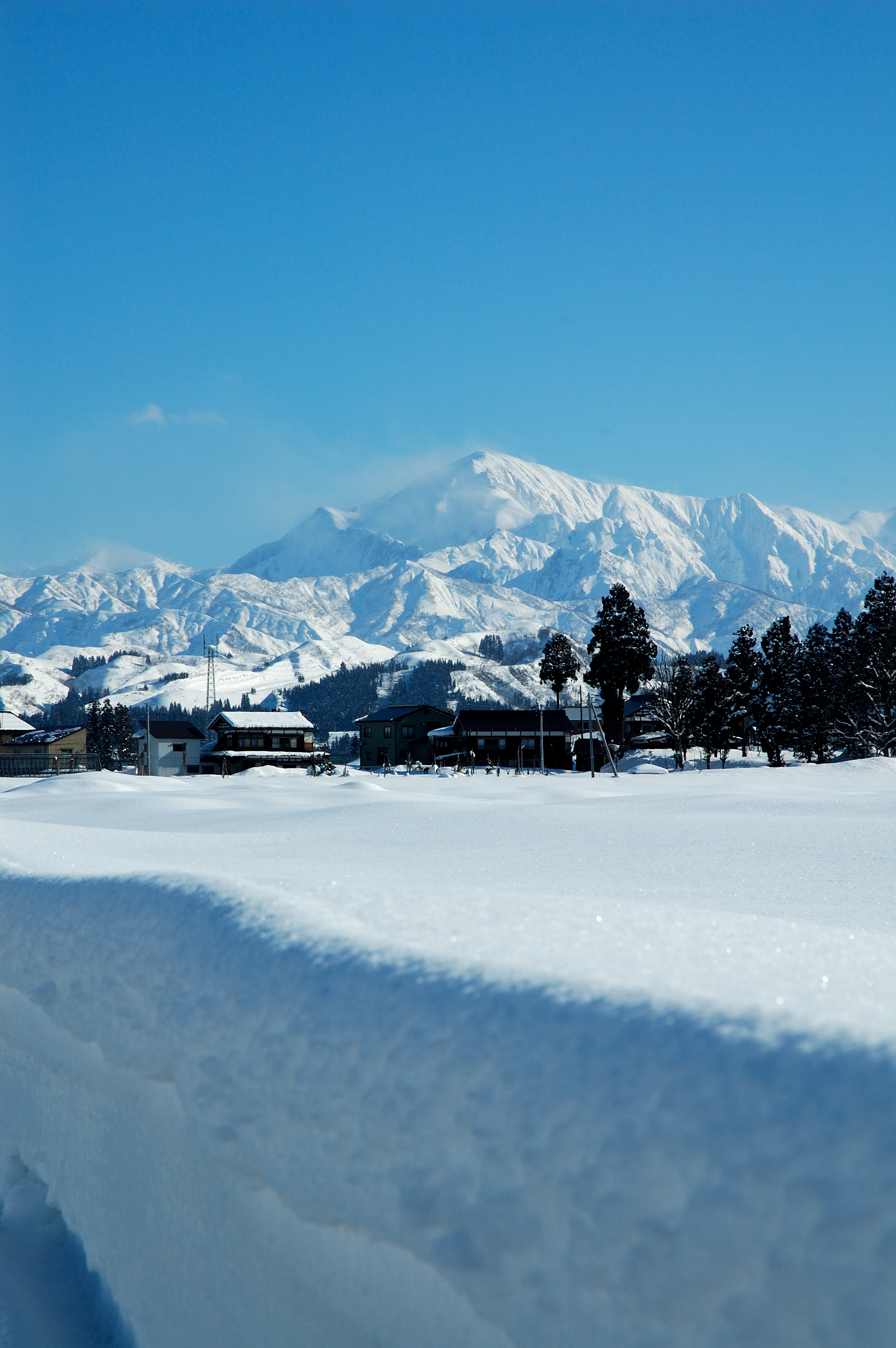
Góra Echigo Koma-ga-take (2002,7 m) widziana od strony miasta Uonuma (2006)

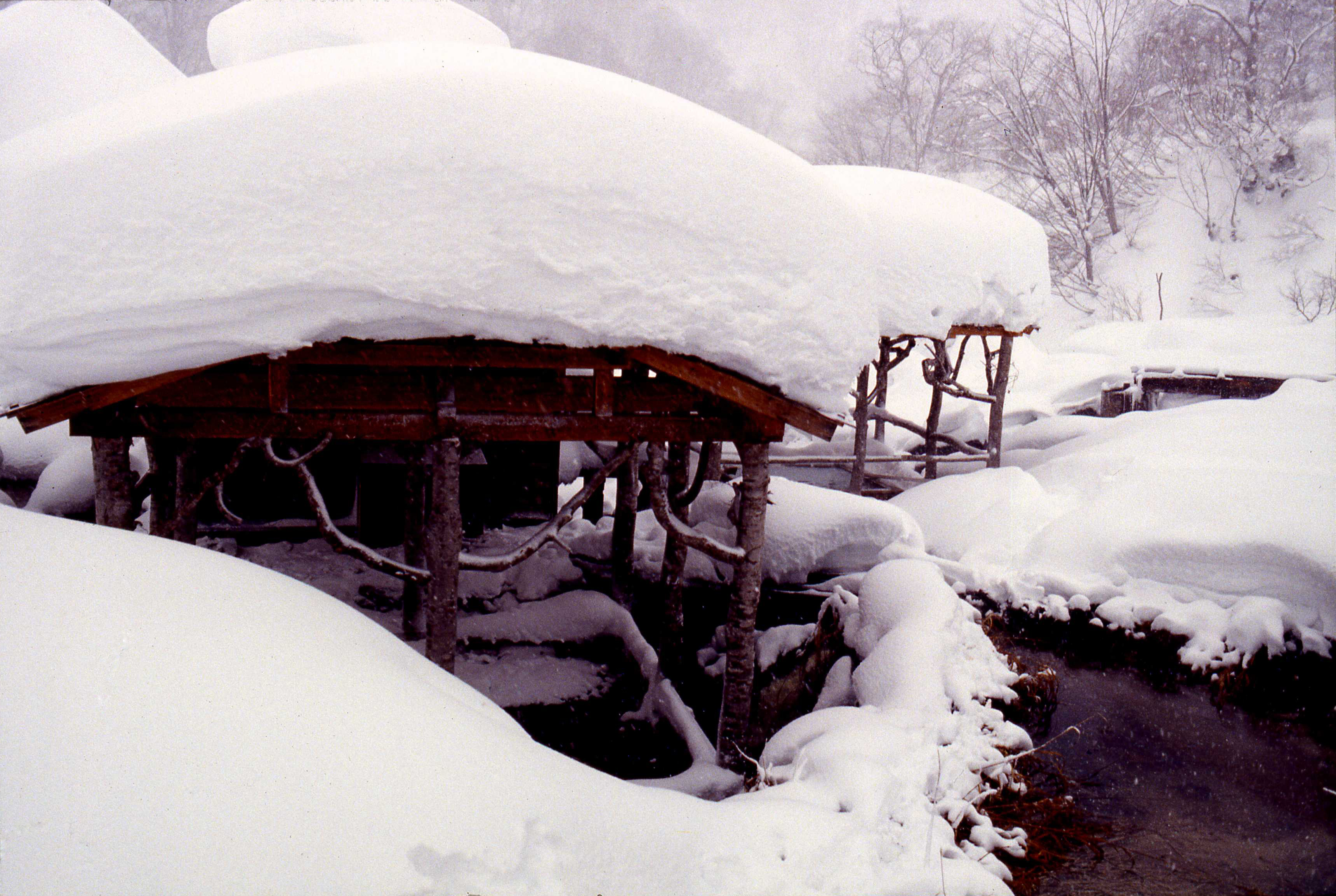
Zaśnieżony onsen, Tazawa, Akita

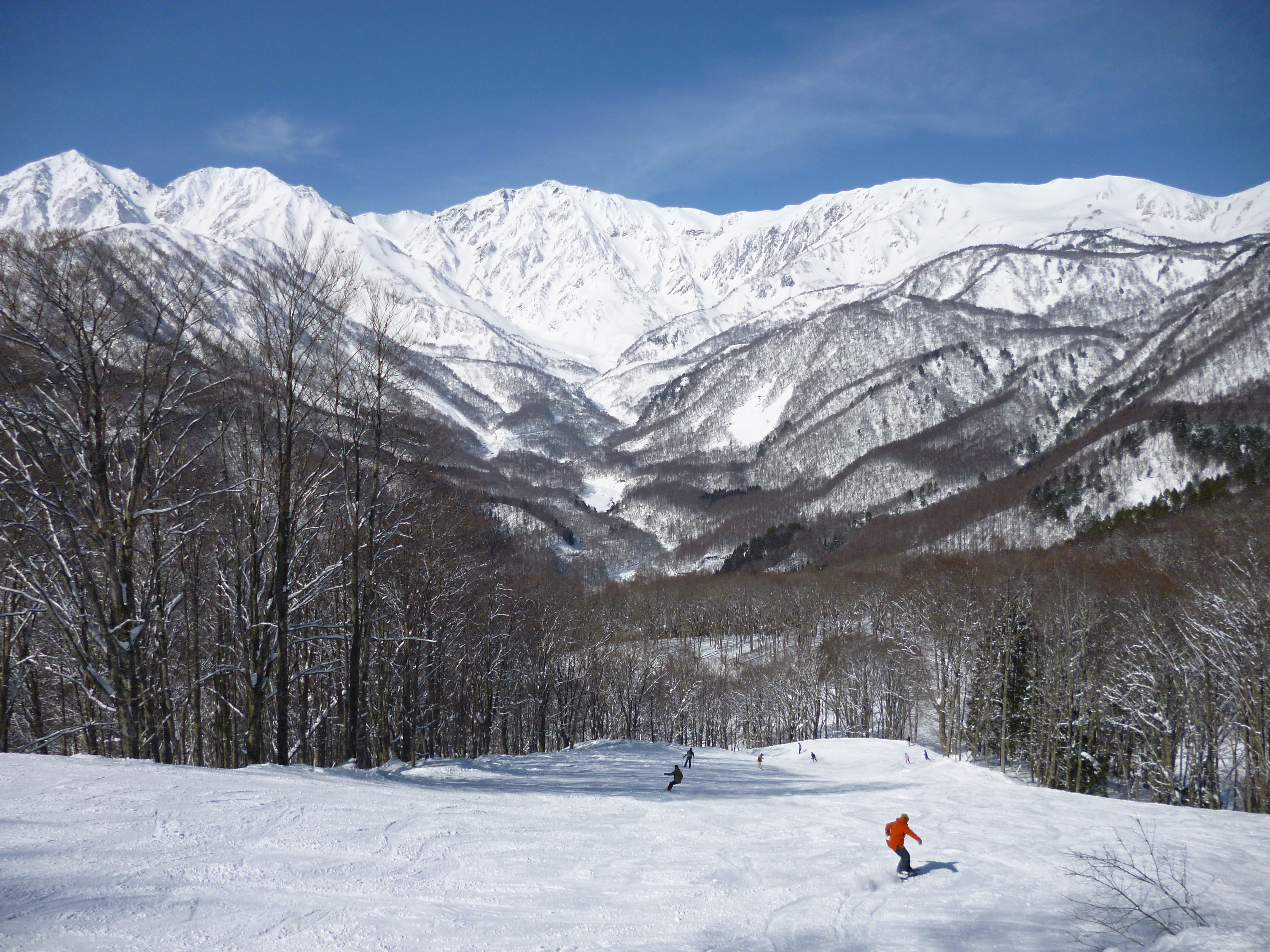
Tereny narciarskie, Hakuba, prefektura Nagano

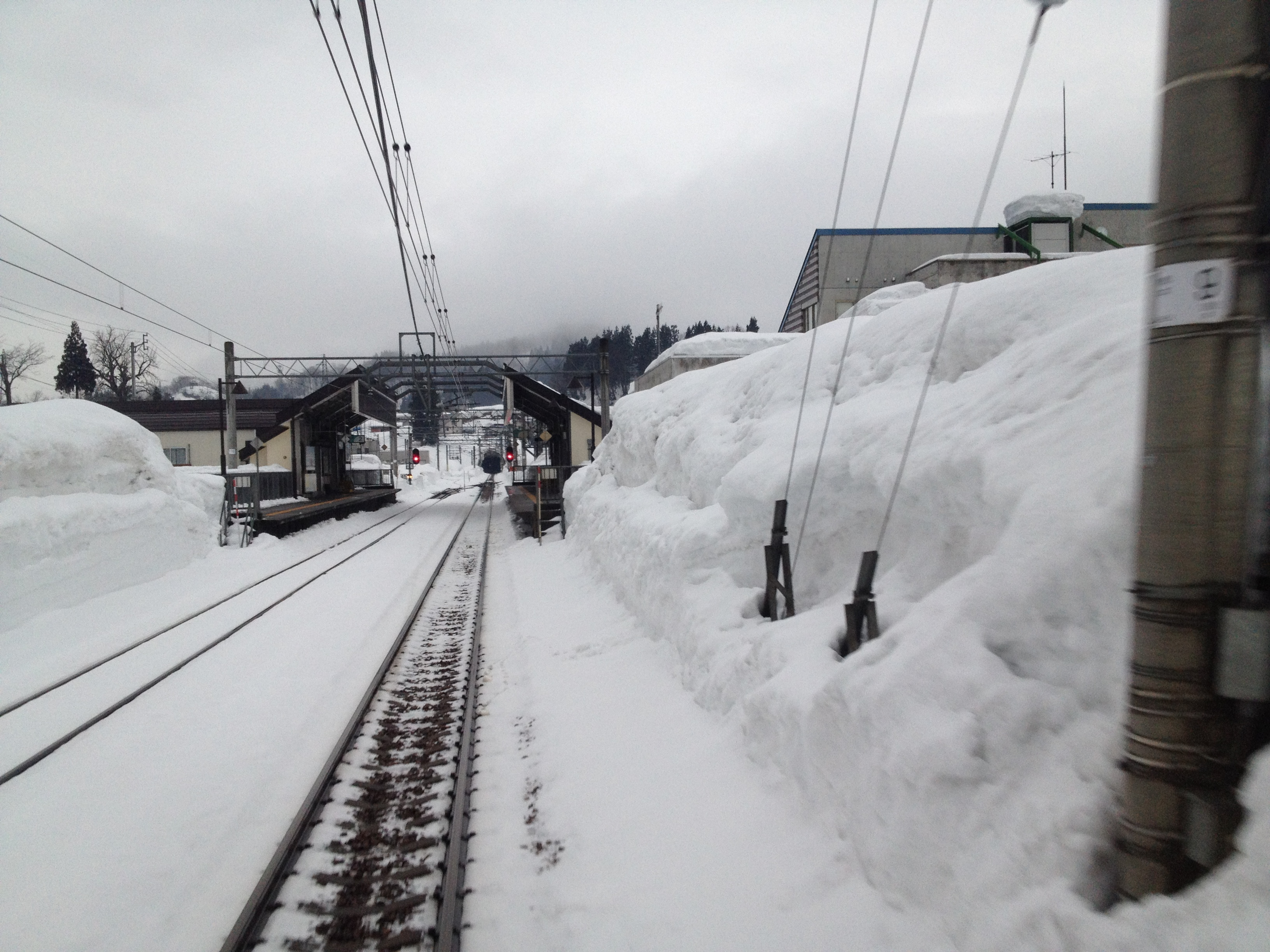
Stacja kolejowa w Matsudai (luty 2012), na zwrotnicach są zainstalowane nagrzewnice gorącego powietrza

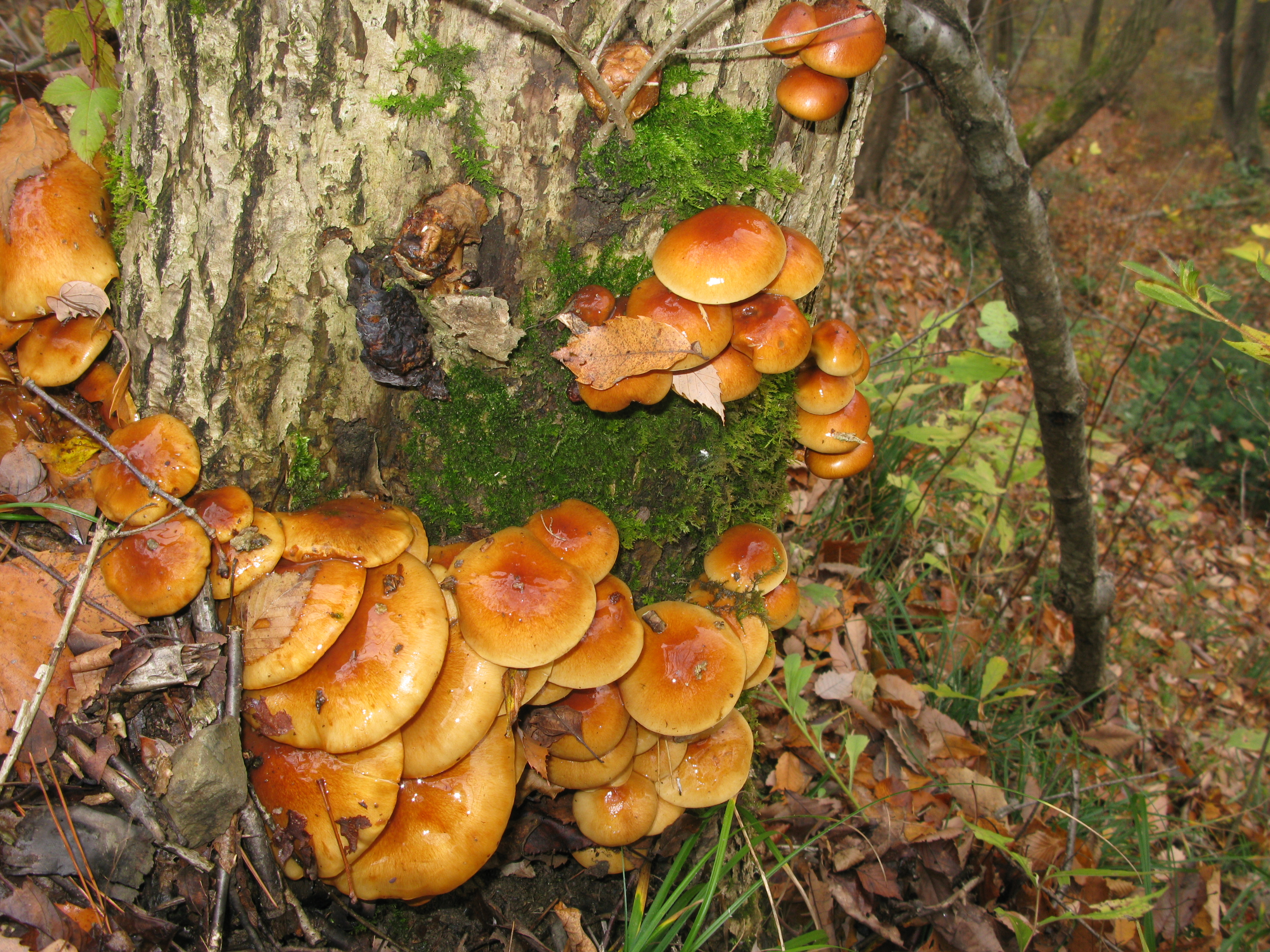
Grzyby nameko (Pholiota microspora)

Yukiguni (jap. 雪国 yuki-guni) – kraina śniegu, śnieżny region. Formalna nazwa to gōsetsu-chitai, czyli strefa, region, pas obfitych opadów śniegu

## Strefa śniegu
Wyrażenie „kraina śniegu” o charakterze popularnym i literackim może odnosić się do: 
- części wyspy Honsiu (Honshū) znajdującej się w pasie od wybrzeża Morza Japońskiego do Alp Japońskich;
- pasa biegnącego wzdłuż Morza Japońskiego od prefektury Shimane na południowym zachodzie do północnego krańca Honsiu, a także wyspy Sado i Hokkaidō;
- części prefektury Fukui oraz prefektur Toyama i Niigata.

W pobliżu wybrzeża, gdzie opady śniegu są relatywnie niewielkie, usuwanie śniegu nazywa się yuki-kaki (grabienie śniegu). Na obszarach, gdzie jest trochę więcej śniegu, nazywa się to yuki-oroshi (usuwanie śniegu z dachu domu). Natomiast na obszarach, gdzie występują bardzo obfite opady śniegu, które przekraczają trzy metry, nazywa się to yuki-hori (kopanie śniegu), ponieważ trzeba wykopać dom ze śniegu. 

### Tateyama Kurobe Alpine Route
Górski szlak turystyczny Tateyama Kurobe Alpine Route (Tate-yama Kurobe Arupen Rūto). Na wysokości 2450 m n.p.m. znajduje się najwyższy punkt tego szlaku o nazwie Murodō. Oferuje on widoki na pasmo górskie Tate-yama. Najbardziej znaną atrakcją jest korytarz śnieżny (Tateyama Snow Wall), tworzony przez ściany śniegu o wysokości do 20 metrów. Przejazd jest otwierany w połowie kwietnia po miesiącach obfitych opadów śniegu. Są one powodowane zderzeniem mas suchego i chłodnego powietrza napływającego znad Syberii z cieplejszym, wilgotnym nad Morzem Japońskim. W wyniku tego powstają bardzo intensywne i obfite opady śniegu wzdłuż zachodniego wybrzeża, czyli tzw. tylnej Japonii.
Trasa Tateyama Kurobe to wyjątkowa i spektakularna trasa przez Alpy Północne (Hida-sanmyaku). Można ją przejechać różnymi środkami transportu. Ukończona w 1971 roku łączy miasto Toyama w prefekturze Toyama z miastem Ōmachi w prefekturze Nagano. 
Trasa jest czynna od 15 kwietnia do 30 listopada i niedostępna w okresie zimowym.

### Park Małp Jigokudani
Park Małp Jigokudani (Jigokudani Yaen Kōen, dosł. Park Dzikich Małp Piekielna Dolina) został utworzony w 1964 roku w północnej części prefektury Nagano, na terenie Parku Narodowego Jōshin’etsu Kōgen. Nazwa Piekielna Dolina pochodzi od wybuchającej z ziemi pary i gorącej wody „z dna piekła”. W parku zamieszkują makaki japońskie (Macaca fuscata), które nazywane są także małpami śnieżnymi. Obfite śniegi zalegają dolinę przez cztery miesiące w roku, co powoduje, że małpy przesiadują w gorących źródłach (onsen).

### Góra Zaō
Krótki masyw górski Zaō-renpō zwany powszechnie górą Zaō to zwarte skupisko stratowulkanów na granicy pomiędzy prefekturami Yamagata i Miyagi. Powstaje tam rzadkie zjawisko zwane powszechnie „śnieżnymi monstrami”, a dosłownie „drzewami pokrytymi lodem” (juhyō). Drzewa pokryte są miękką szadzią, gdy zamarzająca mgła i wiatr łączą się, tworząc lód na zewnętrznych powierzchniach obiektów. Padający śnieg osiada na formacjach lodowych, a efektem końcowym jest groteskowa figura drzew. Efekt lasu takich drzew daje zwiedzającym upiorne wrażenie.

### Konserwowanie żywności
W dawnych czasach domy, pola ryżowe, grządki warzywne i góry były całkowicie pokryte znacznie głębszym śniegiem niż obecnie. Mieszkańcy zmuszeni byli przez długie lata szukać metod „konserwowania żywności". Ich odkrycia imponują do dziś i prowadzą do kolejnych. Uważa się, że korzenie tej mądrości tkwią w kulturze Jōmon, która zniknęła około 3 tys. lat temu. 
W prefekturze Niigata znajduje się dawna wioska Kettō, obecnie część miasta Tsunan. Systemy odśnieżania tamtejszych dróg zostały stworzone dopiero w 1978 roku, co pozwoliło na korzystanie z samochodów zimą. W przeszłości jednak mieszkańcy tego obszaru spędzali okres od wiosny do jesieni, zbierając żywność z gór i pól, a następnie przechowując ją zimą. Ich przodkowie wymyślili pomysłowe systemy przechowywania żywności. Jednym z nich jest daikon-tsugura, chłodnia pleciona ze słomy suszonej na słońcu do przechowywania m.in. warzyw, jak biała rzodkiew japońska (daikon, Raphanus sativus var. longipinnatus). 
Co roku, kiedy zbiory ryżu kończą się na przełomie października i listopada, wyplatają oni ze słomy cylindryczne pojemniki zwane tsugura, do których tuż przed opadami śniegu wrzuca się rzodkiew i marchew. Przez całą zimę, aż do maja następnej wiosny, warzywa zachowują świeżość. Wiosną słomiane pojemniki zostawia się na polach jako nawóz.
Jedną z miejscowości o największych opadach śniegu jest Matsudai w prefekturze Niigata. W przeszłości była zimą całkowicie odcięta od „cywilizacji” i dlatego należało zgromadzić żywność na pół roku. Do dziś mieszkańcy organizują co roku prace związane z pozyskiwaniem z gór naturalnej żywności i jej zakonserwowaniem na zimę. Obok domów znajdują się spiżarnie, w których starymi metodami przechowuje się: grzyby, dzikie warzywa, rośliny jadalne i owoce. Mięso było tylko na specjalne okazje, jak: o-bon (święto zmarłych w buddyzmie japońskim, obchodzone w sierpniu) i Nowy Rok, a nawet wtedy pochodziło z ptaków lub królików. 
W przeszłości i częściowo obecnie żywność w krainie śniegu przechowuje się m.in. poprzez: suszenie, marynowanie w soli, konserwowanie w alkoholu, mrożenie. Dotyczy to m.in. takich grzybów i roślin, jak: 
- jesienne grzyby nameko (dawniej Pholiota nameko, ob. Pholiota microspora), o złotym kolorze i galaretowatej powierzchni;
- paproć warabi, orlica (roślina) (Pteridium aquilinum var. latiusculum);
- pewien gatunek dzikiego pochrzynu o nazwie tokoro (Dioscorea tokoro);
- grzyby maitake, żagwica listkowata (Grifola frondosa);
- orzechy oni-gurumi, orzech ajlantolistny (Juglans ailantifolia)[8][9].

## „Yukiguni” w literaturze

### Yasunari Kawabata
Powieść japońskiego pisarza Yasunariego Kawabaty (1899–1972), zaliczana do klasyki japońskiej prozy lirycznej. Jedna z trzech powieści cytowanych przez Komitet Noblowski w 1968 roku, kiedy Kawabata otrzymał Literacką Nagrodę Nobla. Opiewa piękno kobiety, jej samotność i niespełnioną miłość. Powieść co pewien czas ukazuje się jako film ekranowy, serial TV, przedstawienie teatralne, słuchowisko radiowe, manga.

### Bokushi Suzuki
Idea „krainy śniegu” została spopularyzowana i przedstawiona w wersji romantycznej przez Kawabatę, ale nie pochodził on z tego regionu i wielu rzeczy, o nim nie wiedział. Dlatego też, aby poznać tę białą krainę, noblista czytał prace pisarza żyjącego sto lat wcześniej, o nazwisku Bokushi Suzuki (1770–1842).
Bokushi Suzuki urodził się w Shiozawie (obecnie część miasta Minami-Uonuma), w zamożnej rodzinie kupieckiej, handlującej tekstyliami. Jako nastolatek przeniósł się do Edo (ob. Tokio), aby sprzedawać tkaninę echigo-jōfu. Za zarobione pieniądze otworzył własny sklep. 
Interesował się jednak także literaturą i sztuką i starał się przypodobać inteligencji – słynnym poetom, artystom i filozofom – z całej Japonii. W środowisku tym wymieniano między sobą poezję, listy i kaligrafię. To uświadomiło mu, jak mało znany jest jego śnieżny region i wpadł na pomysł opublikowania książki z opowieściami, aby zapoznać mieszkańców miasta o życiu w yukiguni. Książka, bogato ilustrowana, przedstawiająca przyrodę i życie, została opublikowana po 40 latach pracy w 1837 roku. Zatytułowana „Opowieści ze śnieżnego kraju”  (Hokuetsu seppu, Śnieżne historie z północnej prowincji Etsu) odniosła sukces. W języku angielskim została wydana pt.: „Snow Country Tales: Life in the Other Japan” w 1986 roku.

## Galeria

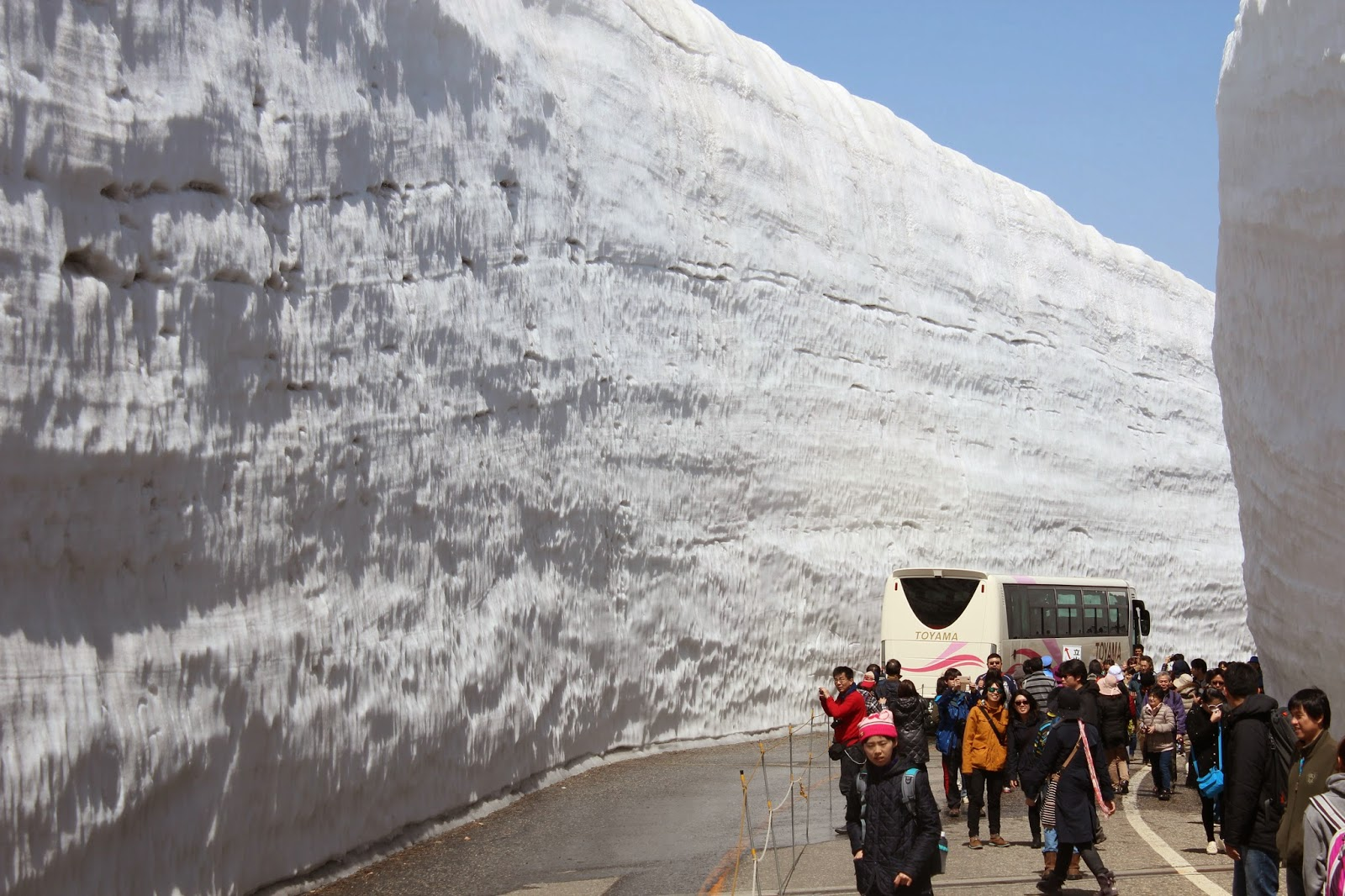
Tateyama Snow Wall
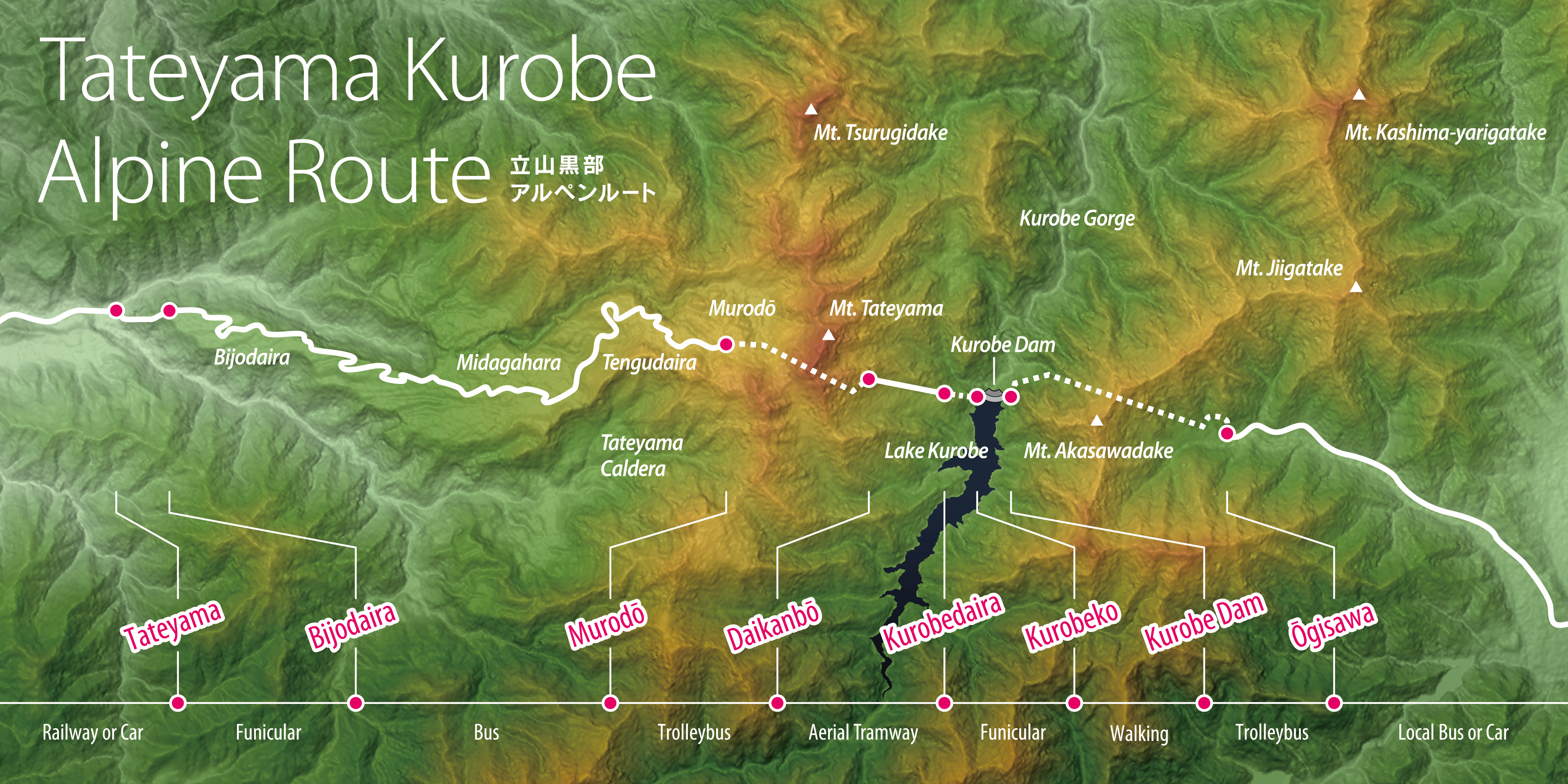
Mapka szlaku[b]
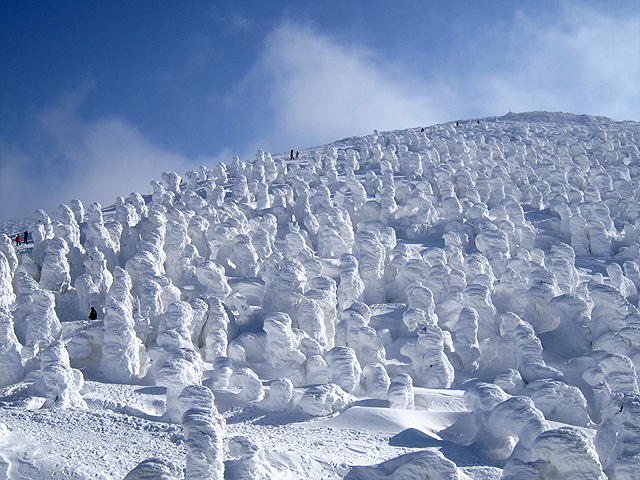
„Śnieżne potwory” na górze Zaō (1841 m)
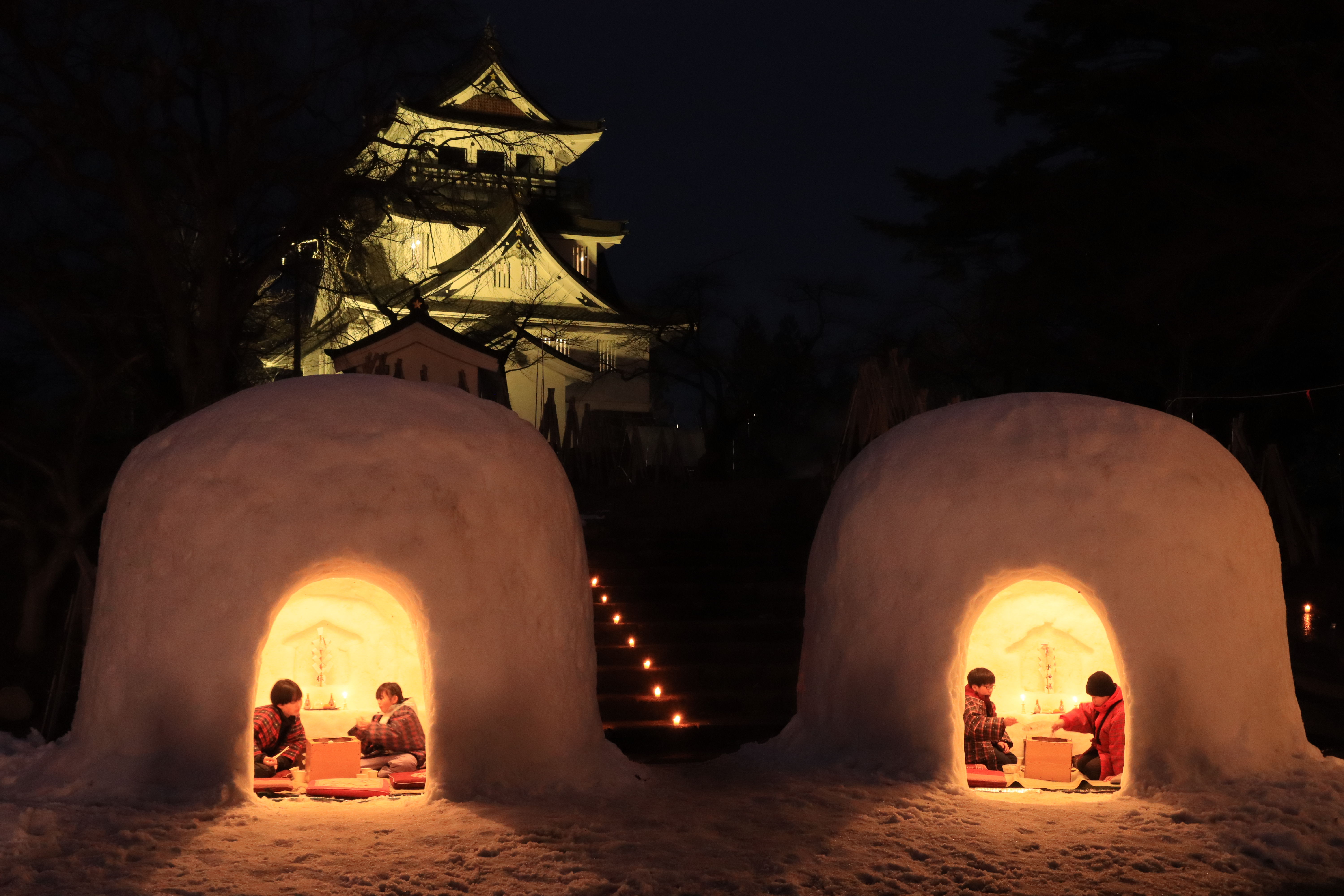
Domki ze śniegu (kamakura) w czasie festiwalu zimy w Yokote (prefektura Akita) u stóp zamku

## Rekordowe opady śniegu
1. Góra Ibuki (Shiga)   1,182 cm, 1927 rok
2. Sukayu (Aomori)	     566,   2013
3. Sumon (Niigata)	     463,	1981
4. Hijiori (Yamagata)	 445,	2018
5. Tsunan (Niigata)	     416,	2006
6. Tōkamachi (Niigata)	 391,	1981
7. Takada (Niigata)	     377,	1945
8. Koide (Niigata)	     363,	1981
9. Sekiyama (Niigata)	 362,	1984
10. Yuzawa (Niigata)	     358,	2006
11. Nozawa Onsen (Nagano)	 353,	1984
12. Yasuzuka (Niigata)	 350,	1984
13. Ōisawa (Yamagata)	     348,	2000
14. Tadami (Fukushima)	 341,	2013
15. Hinoemata (Fukushima)	 339,	2015[12]